# Гољак (острво)
 Гољак је мало ненасељено острво у хрватском делу Јадранског мора.
Површина острва износи 0,0333 км². Дужина обалске линије је 0,69 км..